# Air Gading (Batu Raja Barat)
Air Gading is een bestuurslaag in het regentschap Ogan Komering Ulu van de provincie Zuid-Sumatra, Indonesië. Air Gading telt 3742 inwoners (volkstelling 2010).